# Eridachtha crossogramma
Eridachtha crossogramma is een vlinder uit de familie van de Lecithoceridae. De wetenschappelijke naam van de soort is voor het eerst geldig gepubliceerd in 1921 door Meyrick.